# Leča, Srbija
Leča (izvirno srbsko Леча) je naselje v Srbiji, ki upravno spada pod Mesto Novi Pazar; slednja pa je del Raškega upravnega okraja.

## Demografija
V naselju živi 249 polnoletnih prebivalcev, pri čemer je njihova povprečna starost 38,5 let (38,3 pri moških in 38,8 pri ženskah). Naselje ima 80 gospodinjstev, pri čemer je povprečno število članov na gospodinjstvo 3,99.
|  |

| Demografija | Demografija     | Demografija     |
| Leto        | Št. prebivalcev | Št. prebivalcev |
| ----------- | --------------- | --------------- |
|             |                 |                 |
|             |                 |                 |
|             |                 |                 |
|             |                 |                 |
| 1948        | 603             |                 |
| 1953        | 653             |                 |
| 1961        | 742             |                 |
| 1971        | 755             |                 |
| 1981        | 569             |                 |
| 1991        | 407             | 391             |
| 2002        | 326             | 319             |
|             |                 |                 |

| Etnična sestava po popisu iz leta 2002 | Etnična sestava po popisu iz leta 2002 | Etnična sestava po popisu iz leta 2002 | Etnična sestava po popisu iz leta 2002 | Etnična sestava po popisu iz leta 2002 |
| -------------------------------------- | -------------------------------------- | -------------------------------------- | -------------------------------------- | -------------------------------------- |
| Bošnjaki                               | Bošnjaki                               |                                        | 220                                    | 68,96%                                 |
| Srbi                                   | Srbi                                   |                                        | 99                                     | 31,03%                                 |
| Neznano                                | Neznano                                |                                        | 0                                      | 0,0%                                   |